# Смит, Джессика (редактор)
Джессика Смит (англ. Smith, Jessica, 29 ноября 1895 года — 17 октября 1983 года) — американский редактор, журналистка, общественный деятель. Жена Гарольда Уэра, а затем Джона Абта, членов т. н. группы Уэра.

## Биография
Джессика Грэнвиль-Смит родилась 29 ноября 1895 года в Мэдисоне, штат Нью-Джерси. Дочь художника Уолтера Гранвилля-Смита из Нью-Йорка. Окончила Суортмор-колледж.

## Карьера
В 1922 году отправилась в Советский Союз с миссией квакеров для организации оказания со стороны Американского комитета друзей.
В Москве она познакомилась с сельскохозяйственным экспертом и социалистом Гарольдом Уэром. Работала в российских деревнях вплоть до 1924 года, будучи одновременно корреспондентом пресс-агентства Federated Press. Они пытались создать образцовый колхоз на Урале с использованием американских тракторов. К январю 1925 года пара вернулась в Нью-Йорк. По другим данным, попытка создать русско-американскую ферму продолжалась вплоть до 1927 года.
На некоторое время Уэр вернулся в Москву, а Смит оставалась в Соединенных Штатах, став редактором издания Soviet Russia Today, который издавался организацией «Друзья Советской России» (до 1977 года, был переименован в New World Review). Она занимала этот пост более двадцати лет. Среди членов редакционной коллегии журнала была американская писательница-коммунистка Майра Пейдж .
В 1943 году Смит стала соучредителем Национального совета американо-советской дружбы, в котором она была вице-президентом и членом его национального консультативного совета, часто посещала Советский Союз (последний раз была там в 1971 году).
Позднее несколько лет работала редактором журнала New World Review.

## Группа Уэра
В начале 1930-х годов Гарольд Уэйр создал т. н. «группу Уэра», состоявшую из членов Коммунистической партии США, работавших в государственных органах. Её первое собрание прошло в конце 1933 года. Среди членов шпионской ячейки были Уиттекер Чемберс и Элджер Хисс.
В 1937 году Смит вышла замужа за другого члена группы, Джона Абта.
В сентябре 1939 года Уиттакер Чамберс упомянул Смит в связи с Абтом и Адольфом Берли.

### Автор или соавтор
Woman in Soviet Russia (1928)
Over the North Pole by Georgiĭ Baĭdukov and Jessica Smith (1938)
- - People Come First (1948)
  - Jungle Law or Human Reason? The North Atlantic Pact and What It Means to You (1949)
  - The American People Want Peace: A Survey of Public Opinion (New York: SRT Publications, 1955)
  - Hungary in Travail (1956)
  - Soviet Democracy, and How It Works (New York: National Council of American-Soviet Friendship, 1969)
  - Building a New Society : The 25th Congress of the Communist Party of the Soviet Union (1976)

### Редактор и соредактор
- War and Peace in Finland: A Documented Survey, под редакцией Альтера Броди, Теодора М. Байера, Исидора Шнайдера, Джессики Смит (New York : Soviet Russia Today, 1940)
- The U.S.S.R. and World Peace под редакцией Джессики Смит (1949)
- Lenin’s Impact on the United States, под редакцией Дэниела Мейсона, Джессики Смит, Дэвида Лайбмана (1970)
- Voices of Tomorrow: The 24th Congress of the Communist Party of the Soviet Union,под редакцией Джессики Смит (New York, NWR Publications, 1971)